# Mark Leckey
Mark Leckey (* 1964 in Birkenhead) ist ein britischer Videokünstler. In seiner Arbeit verbindet er Videos, Installationen und Soundskulpturen mit Elementen aus der Sub- und Jugendkultur in England. Sie thematisieren die „billige, aber irgendwie romantische Eleganz gewisser Aspekte der britischen Kultur“. Von 2005 bis 2010 war er Professor an der Städelschule in Frankfurt am Main.

## Werk
1990 stellte er neben Damien Hirst im Rahmen der Ausstellung New Contemporaries im Institute of Contemporary Arts (ICA) in London aus, verschwand in der Folge aber wieder aus dem Blickfeld der Öffentlichkeit. Erst seine Arbeit Fiorucci Made Me Hardcore (1999), ein Videoessay über Tänzer aus der britischen Subkultur, verhalf ihm zu einem Comeback. 
2004 nahm er in San Sebastián an der Manifesta 5, der europäischen Biennale zeitgenössischer Kunst teil. Seine DVD-Installation Drunken Bakers aus dem Jahr 2005, das die Charaktere Drunken Bakers aus dem britischen Comicmagazin Viz adaptiert, zeigt die Trinkkultur in Nordengland. Leckey und ein Freund decken sich darin mit alkoholischen Getränken ein, bevor sie auf Randale gehen. 2006 war Leckey im Rahmen der Tate Triennial zu sehen.
Seine Arbeiten befinden sich in der Sammlung der Tate Gallery und der des Centre Pompidou, sind aber auch unter anderem im Busbahnhof von High Wycombe zu sehen.
2008 wurde er mit dem Central Kunstpreis des Kölnischen Kunstvereins und mit dem Turner Prize ausgezeichnet.